# Allgunnens naturreservat
Allgunnen är ett naturreservat i Kalmar län som förvaltas av länsstyrelsen. Det är beläget i Högsby kommun och Nybro kommun. Reservatets areal är 2256 hektar, varav  ungefär 907 hektar är vatten. Det är ett av länets större naturreservat.  Större delen av sjön Allgunnen ingår i reservatet. Sjön är fiskrik, vilket gör att fågelbeståndet är gott. Större delen av reservatets skog består av gammal tall. Den har brandhärjats flera gånger vilket lett till en speciell insektsfauna med många sällsynta skalbaggar.